# Matt Hendricks
Matthew J. "Matt" Hendricks, född 17 juni 1981 i Blaine i Minnesota, är en amerikansk före detta professionell ishockeyspelare. 
Han spelade under sin NHL-karriär 607 matcher med Minnesota Wild, Winnipeg Jets, Edmonton Oilers, Nashville Predators, Washington Capitals och Colorado Avalanche och spelade på lägre nivåer för Lake Erie Monsters, Providence Bruins, Hershey Bears, Rochester Americans, Lowell Lock Monsters och Milwaukee Admirals i AHL, samt Florida Everblades i ECHL och St. Cloud State University i NCAA.

## Spelarkarriär

### NHL

#### Colorado Avalanche
Hendricks draftades i femte rundan i 2000 års draft av Nashville Predators som 131:a spelare totalt men spelade aldrig i NHL för laget.
Han tillhörde också Boston Bruins en period men tradades till Colorado Avalanche i utbyte mot Johnny Boychuck och NHL-debuterade med Avalanche säsongen 2008–09.
Den 6 juli 2009 skrev han på ett ettårskontrakt med klubben till ett värde av 500 000 dollar.

#### Washington Capitals
Han skrev på ett ettårskontrakt värt 575 000 dollar med Washington Capitals den 27 september 2010 och förlängde kontraktet med två år den 23 februari 2011 till ett värde av 1,65 miljoner dollar.

#### Nashville Predators
Den 5 juli 2013 skrev han på ett fyraårskontrakt värt 7,4 miljoner dollar med Nashville Predators.

#### Edmonton Oilers
Han tradades den 15 januari 2014 till Edmonton Oilers i utbyte mot Devan Dubnyk.

#### Winnipeg Jets (I)
26 augusti 2017 skrev han på ett ettårskontrakt värt 700 000 dollar med Winnipeg Jets.

#### Minnesota Wild
Efter en säsong i Winnipeg skrev han som free agent på ett nytt ettårskontrakt värt 700 000 dollar den 1 juli 2018, men denna gång med Minnesota Wild.

#### Winnipeg Jets (II)
Han tradades tillbaka till Winnipeg Jets den 25 februari 2019 i utbyte mot ett draftval i sjunde rundan 2020.
Den 25 juni 2019 meddelade han att han avslutar sin karriär.